# Índice de democracia
| Democracias plenas 9.01–10.00 8.01–9.00 | Democracias imperfectas 7.01-8.00 6.01-7.00 | Regímenes híbridos 5.01–6.00 4.01–5.00 | Regímenes autoritarios 3.01-4.00 2.01-3.00 1.01-2.00 0.00-1.00 Sin datos |

Mapa del Índice de Democracia de The Economist 2022.
Democracias plenas
9.01–10.00
8.01–9.00
Democracias imperfectas
7.01-8.00
6.01-7.00
Regímenes híbridos
5.01–6.00
4.01–5.00
Regímenes autoritarios
3.01-4.00
2.01-3.00
1.01-2.00
0.00-1.00
Sin datos

El índice de democracia (en inglés: Democracy Index) es una clasificación hecha por la Unidad de Inteligencia de The Economist (EIU por sus siglas en inglés), a través de la cual se pretende determinar el rango de democracia en 167 países, de los cuales 166 son estados soberanos y 165 son Estados miembros de las Naciones Unidas. Este estudio fue publicado por primera vez en el año 2006, fue actualizado en 2008 y ha tenido posteriores actualizaciones anuales a partir de 2010. La Unidad de Inteligencia del índice de democracia de The Economist basa los resultados en sesenta indicadores que se agrupan en cinco diferentes categorías: proceso electoral y pluralismo, libertades civiles, funcionamiento del gobierno, participación política y cultura política. En lo que respecta a la clasificación que se le hace a los países de acuerdo a su puntuación, esta se divide de la siguiente manera: países con democracia plena, países con democracia imperfecta, países con regímenes híbridos y países con regímenes autoritarios.

## Estadísticas generales
En la publicación de 2016 del índice de democracia, Noruega obtuvo un total de 9,93 puntos sobre 10. Cabe destacar que este ha sido el resultado más alto desde el año 2008, cuando Suecia, que después bajó al cuarto puesto, se ubicaba en la primera posición. En el caso de Corea del Norte, este país obtuvo 1,08 puntos y al igual que en el año 2012 sigue ubicado en la posición 167, la más baja de la lista. Otro aspecto importante es que el índice de democracia de 2010 resalta el impacto mundial que tuvo en la política la crisis financiera internacional de 2008 y 2009, y muestra a Europa como la zona que sufrió mayores cambios. También se puede observar que 91 países de los 167 obtuvieron una puntuación inferior que en el índice del año 2008, aun cuando el deterioro de la mayoría de estos no fue tan grave.
Entre el año 2008 y el 2010, 13 países cambiaron su estatus con respecto al régimen. De esos 13, 11 sufrieron un proceso de retroceso y dos de avance. Entre los países que retrocedieron encontramos a Francia e Italia. Ambos pasaron de ser clasificados como países en democracia plena a países con Democracia imperfecta. En cuanto a Francia las notables tendencias políticas negativas de los últimos años fueron la causa de este resultado. Con respecto a Italia, el informe del índice atribuye el descenso de categoría al deterioro de la situación de los medios de comunicación desde el regreso de Silvio Berlusconi al puesto de primer ministro en el año 2008. En oposición a los resultados de estos dos países están Ghana y Malí, que fueron las únicos dos estados en el índice de 2010 que subieron de estatus, pues pasaron de ser naciones con regímenes híbridos a ser naciones con Democracia imperfecta.
En el índice de 2014 se hace notar el deterioro de la confianza de los ciudadanos europeos occidentales en las instituciones. Menos de la quinta parte de estos confían en los partidos políticos y alrededor de un tercio en el funcionamiento del parlamento. Además, se menciona el agravamiento del malestar social en el comienzo de la recuperación económica en países como España e Irlanda.
En cuanto a Europa en conjunto, en el índice de 2014 la situación experimenta pocos cambios. Se puede señalar que hubo cinco países que empeoraron pero que nueve mejoraron, entre los que se encuentran algunos de los países más castigados por la crisis como Chipre, Irlanda, Portugal y España. Cabe destacar que, aunque la situación económica ha mejorado, el ascenso de partidos contestatarios y de protesta sigue patente en las encuestas.
Se observa, asimismo, una aceleración del retroceso en la libertad de los medios de comunicación afectando a todas las regiones. Este retroceso es más significativo en el caso de los medios digitales como por ejemplo el control de internet por parte de los estados. Aparte de esto, se resalta la concentración de la propiedad de medios comunicación en unas pocas empresas que resta diversidad de puntos de vista a la hora de analizar la actualidad. La inseguridad laboral y el desempleo en el sector de la comunicación también ha supuesto un obstáculo para una mayor libertad a la hora de publicar información sensible. Por otra parte, se ha detectado una relajación en la postura de las naciones más desarrolladas hacia la libertad de prensa en los países en desarrollo.
El avance de la democracia a corto plazo se percibe incierto. Es más, se ha observado un peor resultado en ciertos aspectos del gobierno, la participación política y las libertades relacionadas con la comunicación. A pesar de que algunos sistemas autoritarios han sido discutidos como en el caso de la Primavera Árabe, ésta precisamente nos muestra que no siempre prosperan. No obstante, aún se aprecia un deseo de establecer sistemas democráticos en parte de los habitantes de estos países.

## Metodología empleada
Como se describe en el informe, el índice democrático es un promedio ponderado, basado en las respuestas brindadas a un cuestionario comprendido por unas 60 preguntas, cada una de las cuales permite elegir una de dos o tres respuestas alternativas posibles (a modo de opción múltiple).
Algunas de las preguntas son respondidas a través de encuestas de opinión llevadas a cabo en los respectivos países. [cita requerida]No obstante, en el caso de los países de régimen político cerrado en mayor o menor medida, dentro de los cuales no pueden llevarse a cabo encuestas independientes que arrojen resultados concluyentes, se usan resultados previamente obtenidos para países de sistema de gobierno similar, además de algunas evaluaciones por parte de expertos.
Las preguntas se distribuyen en las diferentes categorías enumeradas anteriormente. Cada respuesta que contiene sólo dos opciones es posteriormente convertida a un número, 0 o 1 (0,5 en el caso de las alternativas triples). 
En unos pocos casos, una respuesta que resulte en cero inhabilita la posibilidad de responder una posterior pregunta. Por ejemplo, la primera de ellas interroga si las elecciones para jefe de Gobierno y para la legislatura nacional no se consideran libres. En caso de no ser así, la segunda (“¿Son las elecciones justas?”) no corresponde, por lo que debe ser automáticamente marcada con otro cero.
Por otra parte, unas pocas de las preguntas son tan importantes que obtener una baja puntuación en ellas implica una penalidad en la sumatoria de sus respectivas categorías. En particular:
1. "Si las elecciones nacionales son (realmente) libres y justas".
2. "La seguridad (personal) de los votantes".
3. "La influencia de potencias extranjeras en el gobierno".
4. "La capacidad (potencial) de un funcionario civil de implementar políticas".

Luego los índices correspondientes a cada una de las cinco categorías generales son promediados para obtener un único valor medio para un país dado.
Finalmente, el índice de democracia resultante, redondeado a un decimal, decide la categoría del país de la siguiente manera:
1. Democracias plenas—Entre 8 y 10 puntos.
2. Democracias imperfectas—Entre 6 y 7,9 puntos.
3. Regímenes híbridos—Entre 4 y 5,9 puntos.
4. Regímenes autoritarios—Menos de 4 puntos.

Por ejemplo, en esta comparativa se ha puesto un mayor énfasis en la posibilidad de opinión pública, lo que claramente se desprende de las propias encuestas pero, por otro lado, no se ha tenido en cuenta el nivel de vida como un criterio o parámetro para definir el grado de democracia de un país (a diferencia de lo que aparentemente realizado por algunas otras investigaciones al respecto)[cita requerida]. Aunque el standard de vida de cada Estado, íntimamente relacionado con el grado de desarrollo económico que éste ha alcanzado, suele afectar el “humor social” de la gente en general, y podría condicionar algunas de las respuestas brindadas por un eventual entrevistado.
Por otro lado, no se indica si el informe ha sido presentado en el ámbito académico del Reino Unido o del extranjero. De ser así, se habilitaría la deseable posibilidad de ser sujeto a una revisión por pares (peer review).

## Índice de democracia según el tipo de régimen
La siguiente tabla brinda la clasificación de 167 países del mundo según su grado de desarrollo democrático, según el informe al respecto de 2024 realizada por The Economist.
| Tipo de régimen         | Países | % de países | % pob. |
| ----------------------- | ------ | ----------- | ------ |
| Democracias plenas      | 25     | 15,0%       | 6,6%   |
| Democracias imperfectas | 46     | 27,5%       | 38,4%  |
| Regímenes híbridos      | 36     | 21,6%       | 15,7%  |
| Regímenes autoritarios  | 60     | 35,9%       | 39,2%  |

La población mundial se refiere a la sumatoria de la de los 167 países involucrados en el estudio. Dado que esta encuesta incluye casi todas las naciones soberanas y tan solo excluye algunos países de muy pequeño tamaño, se puede considerar que esa suma equivale prácticamente a la población mundial estimada a mediados de 2018.
De los 193 Estados miembros de las Naciones Unidas en 2025, están excluidos del índice 29 países:
- Los cuatro microestados europeos: Andorra, Liechtenstein, Mónaco y San Marino. Más la Ciudad del Vaticano, miembro observador de la ONU.
- Los diez pequeños estados soberanos insulares de Oceanía: Kiribati, Islas Marshall, Micronesia, Nauru, Palaos, Islas Salomón, Samoa, Tonga, Tuvalu y Vanuatu.
- Los ocho pequeños estados soberanos insulares del Caribe: Antigua y Barbuda, Bahamas, Barbados, Dominica, Granada, San Cristóbal, San Vicente y Santa Lucía.
- Dos estados insulares africanos: Seychelles y Santo Tomé y Príncipe.
- Un estado insular asiático: Maldivas.
- Otros cuatro estados soberanos: Belice y Brunéi por su escasa población, así como Somalía y Sudán del Sur por tratarse de estados desestructurados.

Excepcionalmente se incluyen tres territorios que no tienen la plena consideración de países soberanos, como Palestina, Taiwán y Hong Kong. Los restantes territorios dependientes no se han separado de los países que los administran, aunque muchos de ellos tengan un alto grado de autogobierno y organizaciones políticas independientes (Groenlandia, Kosovo, Puerto Rico, Sahara Occidental, etc.).

## Evolución histórica de los datos

### Índice de democracia según la región
La siguiente tabla contiene el promedio de índice de democracia en cada región para los años 2006-2021:
| Posición | Región                           | 2006 | 2008 | 2010 | 2011 | 2012 | 2013 | 2014 | 2015 | 2016 | 2017 | 2018 | 2019 | 2020 | 2021 |
| -------- | -------------------------------- | ---- | ---- | ---- | ---- | ---- | ---- | ---- | ---- | ---- | ---- | ---- | ---- | ---- | ---- |
| 1        | América del Norte                | 8,64 | 8,64 | 8,63 | 8,59 | 8,59 | 8,59 | 8,59 | 8,56 | 8,56 | 8,56 | 8,56 | 8,59 | 8,58 | 8,36 |
| 2        | Europa Occidental                | 8,60 | 8,61 | 8,45 | 8,40 | 8,44 | 8,41 | 8,41 | 8,42 | 8,40 | 8,38 | 8,35 | 8,35 | 8,29 | 8,22 |
| 3        | América Latina y las Antillas    | 6,37 | 6,43 | 6,37 | 6,35 | 6,36 | 6,38 | 6,36 | 6,37 | 6,33 | 6,26 | 6,24 | 6,13 | 6,09 | 5,83 |
| 4        | Asia y Australasia               | 5,44 | 5,58 | 5,53 | 5,51 | 5,56 | 5,61 | 5,70 | 5,74 | 5,74 | 5,63 | 5,67 | 5,67 | 5,62 | 5,46 |
| 5        | Europa Central y Europa Oriental | 5,76 | 5,67 | 5,55 | 5,50 | 5,51 | 5,53 | 5,58 | 5,55 | 5,43 | 5,40 | 5,42 | 5,42 | 5,36 | 5,36 |
| 6        | África subsahariana              | 4,24 | 4,28 | 4,23 | 4,32 | 4,32 | 4,36 | 4,34 | 4,38 | 4,37 | 4,35 | 4,36 | 4,26 | 4,16 | 4,12 |
| 7        | Oriente Medio y Norte de África  | 3,53 | 3,54 | 3,43 | 3,62 | 3,73 | 3,68 | 3,65 | 3,58 | 3,56 | 3,54 | 3,54 | 3,53 | 3,44 | 3,41 |
|          | Promedio mundial                 | 5,52 | 5,55 | 5,46 | 5,49 | 5,52 | 5,53 | 5,55 | 5,55 | 5,52 | 5,48 | 5,48 | 5,44 | 5,37 | 5,28 |

### Número de países según el tipo de régimen
La siguiente tabla refleja la cantidad de países atribuidos a cada tipo de régimen durante el periodo desde la primera publicación del índice en 2006 hasta la del año 2024:
| Tipo de régimen        | 2006 | 2008 | 2010 | 2011 | 2012 | 2013 | 2014 | 2015 | 2016 | 2017 | 2018 | 2019 | 2020 | 2021 | 2022 | 2023 | 2024 |
| ---------------------- | ---- | ---- | ---- | ---- | ---- | ---- | ---- | ---- | ---- | ---- | ---- | ---- | ---- | ---- | ---- | ---- | ---- |
| Regímenes democráticos | 78   | 79   | 78   | 77   | 77   | 75   | 77   | 80   | 77   | 77   | 76   | 76   | 75   | 74   | 72   | 74   | 71   |
| Regímenes híbridos     | 37   | 39   | 35   | 37   | 39   | 40   | 37   | 35   | 39   | 38   | 38   | 37   | 35   | 34   | 36   | 34   | 36   |
| Regímenes autoritarios | 54   | 51   | 54   | 53   | 51   | 52   | 53   | 52   | 51   | 52   | 53   | 54   | 57   | 59   | 59   | 59   | 60   |

- El régimen de tres países ha pasado de democrático a autoritario.

1. Nicaraguaː democrático hasta 2008, híbrido hasta 2017.
2. Palestinaː democrático hasta 2006, híbrido hasta 2018.
3. Maliː democrático hasta 2011, híbrido hasta 2019.

- El régimen de diecisiete países ha pasado de democrático a híbrido.

1. Bangladésː democrático hasta 2006.
2. Boliviaː democrático hasta 2008.
3. Hondurasː democrático hasta 2008.
4. Guatemalaː democrático hasta 2010.
5. Ucraniaː democrático hasta 2010.
6. Benínː democrático hasta 2012.
7. Malawiː democrático hasta 2013.
8. Zambiaː democrático hasta 2015.
9. Senegalː democrático hasta 2018.
10. El Salvadorː democrático hasta 2019.
11. Hong Kongː democrático hasta 2019.
12. Ecuadorː democrático hasta 2020.
13. Méxicoː democrático hasta 2020.
14. Perúː democrático hasta 2021.
15. Paraguayː democrático hasta 2023.
16. Papua Nueva Guineaː democrático hasta 2023.
17. Rumaniaː democrático hasta 2023.

- El régimen de dieciocho países ha pasado de híbrido a autoritario.

1. Etiopíaː híbrido hasta 2008.
2. Rusiaː híbrido hasta 2010.
3. Burundiː híbrido hasta 2011.
4. Egiptoː híbrido hasta 2012.
5. Libiaː híbrido hasta 2013.
6. Nígerː híbrido hasta 2015.
7. Birmaniaː híbrido hasta 2016.
8. Camboyaː híbrido hasta 2016.
9. Venezuelaː híbrido hasta 2016.
10. Mozambiqueː híbrido hasta 2017.
11. Irakː híbrido hasta 2018.
12. Argeliaː híbrido hasta 2019.
13. Burkina Fasoː híbrido hasta 2019.
14. Haitíː híbrido hasta 2020.
15. Kirguistánː híbrido hasta 2020.
16. Líbanoː híbrido hasta 2020.
17. Pakistánː híbrido hasta 2022.
18. Mauritaniaː híbrido hasta 2023.

- El régimen de doce países ha pasado de autoritario a híbrido.

1. Butánː autoritario hasta 2006.
2. Nepalː autoritario hasta 2006.
3. Sierra Leonaː autoritario hasta 2006.
4. Túnezː autoritario hasta 2010.
5. Marruecosː autoritario hasta 2011.
6. Armeniaː autoritario hasta 2016.
7. Madagascarː autoritario hasta 2012.
8. Fijiː autoritario hasta 2013.
9. Nigeriaː autoritario hasta 2015.
10. Gambiaː autoritario hasta 2016.
11. Costa de Marfilː autoritario hasta 2017.
12. Angolaː autoritario hasta 2022.

- El régimen de diez países ha pasado de híbrido a democrático.

1. Malasiaː híbrido hasta 2006.
2. Ghanaː híbrido hasta 2008.
3. Singapurː híbrido hasta 2013.
4. Guyanaː híbrido hasta 2014.
5. Sri Lankaː híbrido hasta 2014.
6. Tailandiaː híbrido hasta 2018.
7. Albaniaː híbrido hasta 2019.
8. Macedoniaː híbrido hasta 2020.
9. Montenegroː híbrido hasta 2020.
10. Moldaviaː híbrido hasta 2020.

- Ningún país ha evolucionado desde un régimen autoritario hasta uno democrático.

## Clasificación de 2022
A continuación se muestra la tabla del índice de democracia 2022:
| Puesto | País                     | Puntuación | Proceso electoral y pluralismo | Funcionamiento del gobierno | Participación política | Cultura política | Derechos civiles | Categoría             |
| ------ | ------------------------ | ---------- | ------------------------------ | --------------------------- | ---------------------- | ---------------- | ---------------- | --------------------- |
| 1      | Noruega                  | 9,81       | 10,00                          | 9,64                        | 10,00                  | 10,00            | 9,41             | Democracia plena      |
| 2      | Nueva Zelanda            | 9,61       | 10,00                          | 9,29                        | 10,00                  | 8,75             | 10,00            | Democracia plena      |
| 3      | Islandia                 | 9,52       | 10,00                          | 9,64                        | 8,89                   | 9,38             | 9,71             | Democracia plena      |
| 4      | Suecia                   | 9,39       | 9,58                           | 9,64                        | 8,33                   | 10,00            | 9,41             | Democracia plena      |
| 5      | Finlandia                | 9,29       | 10,00                          | 9,64                        | 8,33                   | 8,75             | 9,71             | Democracia plena      |
| 6      | Dinamarca                | 9,28       | 10,00                          | 9,29                        | 8,33                   | 9,38             | 9,41             | Democracia plena      |
| 7      | Suiza                    | 9,14       | 9,58                           | 9,29                        | 8,33                   | 9,38             | 9,12             | Democracia plena      |
| 8      | Irlanda                  | 9,13       | 10,00                          | 8,21                        | 8,33                   | 10,00            | 9,12             | Democracia plena      |
| 9      | Países Bajos             | 9,00       | 9,58                           | 8,93                        | 8,33                   | 8,75             | 9,41             | Democracia plena      |
| 10     | República de China       | 8,99       | 10,00                          | 9,64                        | 7,78                   | 8,13             | 9,41             | Democracia plena      |
| 11     | Uruguay                  | 8,91       | 10,00                          | 8,93                        | 7,78                   | 8,13             | 9,71             | Democracia plena      |
| 12     | Canadá                   | 8,88       | 10,00                          | 8,57                        | 8,89                   | 8,13             | 8,82             | Democracia plena      |
| 13     | Luxemburgo               | 8,81       | 10,00                          | 8,93                        | 6,67                   | 8,75             | 9,71             | Democracia plena      |
| 14     | Alemania                 | 8,80       | 9,58                           | 8,57                        | 8,33                   | 8,13             | 9,41             | Democracia plena      |
| 15     | Australia                | 8,71       | 10,00                          | 8,57                        | 7,78                   | 7,50             | 9,71             | Democracia plena      |
| 16     | Japón                    | 8,33       | 9,17                           | 8,57                        | 6,67                   | 8,13             | 9,12             | Democracia plena      |
| 17     | Costa Rica               | 8,29       | 9,58                           | 7,50                        | 7,78                   | 6,88             | 9,71             | Democracia plena      |
| 18     | Reino Unido              | 8,28       | 9,58                           | 7,50                        | 8,33                   | 6,88             | 9,12             | Democracia plena      |
| 19     | Chile                    | 8,22       | 9,58                           | 8,21                        | 6,67                   | 7,50             | 9,12             | Democracia plena      |
| 20     | Austria                  | 8,20       | 9,58                           | 7,14                        | 8,89                   | 6,88             | 8,53             | Democracia plena      |
| 21     | Mauricio                 | 8,14       | 9,17                           | 7,86                        | 6,11                   | 8,75             | 8,82             | Democracia plena      |
| 22=    | Francia                  | 8,07       | 9,58                           | 7,86                        | 7,78                   | 6,88             | 8,24             | Democracia plena      |
| 22=    | España                   | 8,07       | 9,58                           | 7,50                        | 7,22                   | 7,50             | 8,53             | Democracia plena      |
| 24     | Corea del Sur            | 8,03       | 9,58                           | 8,57                        | 7,22                   | 6,25             | 8,53             | Democracia plena      |
| 25=    | República Checa          | 7,97       | 9,58                           | 6,43                        | 7,22                   | 7,50             | 9,12             | Democracia deficiente |
| 25=    | Grecia                   | 7,97       | 10,00                          | 7,14                        | 6,67                   | 7,50             | 8,53             | Democracia deficiente |
| 27     | Estonia                  | 7,96       | 9,58                           | 7,86                        | 6,67                   | 6,88             | 8,82             | Democracia deficiente |
| 28     | Portugal                 | 7,95       | 9,58                           | 7,50                        | 6,67                   | 6,88             | 9,12             | Democracia deficiente |
| 29     | Israel                   | 7,93       | 9,58                           | 7,86                        | 9,44                   | 6,88             | 5,88             | Democracia deficiente |
| 30     | Estados Unidos           | 7,85       | 9,17                           | 6,43                        | 8,89                   | 6,25             | 8,53             | Democracia deficiente |
| 31     | Eslovenia                | 7,75       | 9,58                           | 7,14                        | 7,22                   | 6,25             | 8,53             | Democracia deficiente |
| 32     | Botsuana                 | 7,73       | 9,17                           | 6,79                        | 6,67                   | 7,50             | 8,53             | Democracia deficiente |
| 33     | Malta                    | 7,70       | 9,17                           | 7,14                        | 5,56                   | 8,13             | 8,53             | Democracia deficiente |
| 34     | Italia                   | 7,69       | 9,58                           | 6,79                        | 7,22                   | 7,50             | 7,35             | Democracia deficiente |
| 35     | Cabo Verde               | 7,65       | 9,17                           | 7,00                        | 6,67                   | 6,88             | 8,53             | Democracia deficiente |
| 36     | Bélgica                  | 7,64       | 9,58                           | 8,21                        | 5,00                   | 6,88             | 8,53             | Democracia deficiente |
| 37     | Chipre                   | 7,38       | 9,17                           | 5,36                        | 6,67                   | 6,88             | 8,82             | Democracia deficiente |
| 38     | Letonia                  | 7,37       | 9,58                           | 6,07                        | 6,11                   | 6,25             | 8,82             | Democracia deficiente |
| 39     | Lituania                 | 7,31       | 9,58                           | 6,43                        | 6,11                   | 5,63             | 8,82             | Democracia deficiente |
| 40     | Malasia                  | 7,30       | 9,58                           | 7,86                        | 7,22                   | 6,25             | 5,29             | Democracia deficiente |
| 41     | Trinidad y Tobago        | 7,16       | 9,58                           | 7,14                        | 6,11                   | 5,63             | 7,35             | Democracia deficiente |
| 42     | Jamaica                  | 7,13       | 8,75                           | 7,14                        | 5,00                   | 6,25             | 8,53             | Democracia deficiente |
| 43     | Eslovaquia               | 7,07       | 9,58                           | 6,07                        | 5,56                   | 5,63             | 8,53             | Democracia deficiente |
| 44     | Timor Oriental           | 7,06       | 9,58                           | 5,93                        | 5,56                   | 6,88             | 7,35             | Democracia deficiente |
| 45     | Sudáfrica                | 7,05       | 7,42                           | 7,14                        | 8,33                   | 5,00             | 7,35             | Democracia deficiente |
| 46=    | India                    | 7,04       | 8,67                           | 7,50                        | 7,22                   | 5,63             | 6,18             | Democracia deficiente |
| 46=    | Polonia                  | 7,04       | 9,17                           | 6,07                        | 6,67                   | 6,25             | 7,06             | Democracia deficiente |
| 48     | Surinam                  | 6,95       | 9,58                           | 6,43                        | 6,11                   | 5,00             | 7,65             | Democracia deficiente |
| 49     | Panamá                   | 6,91       | 9,58                           | 6,07                        | 7,22                   | 3,75             | 7,94             | Democracia deficiente |
| 50     | Argentina                | 6,85       | 9,17                           | 5,00                        | 7,78                   | 4,38             | 7,94             | Democracia deficiente |
| 51     | Brasil                   | 6,78       | 9,58                           | 5,00                        | 6,67                   | 5,00             | 7,65             | Democracia deficiente |
| 52     | Filipinas                | 6,73       | 9,17                           | 5,00                        | 7,78                   | 4,38             | 7,35             | Democracia deficiente |
| 53     | Colombia                 | 6,72       | 9,17                           | 6,07                        | 6,67                   | 3,75             | 7,94             | Democracia deficiente |
| 54     | Indonesia                | 6,71       | 7,92                           | 7,86                        | 7,22                   | 4,38             | 6,18             | Democracia deficiente |
| 55     | Tailandia                | 6,67       | 7,42                           | 6,07                        | 8,33                   | 5,63             | 5,88             | Democracia deficiente |
| 56     | Hungría                  | 6,64       | 8,33                           | 6,79                        | 4,44                   | 6,88             | 6,76             | Democracia deficiente |
| 57     | Bulgaria                 | 6,53       | 9,17                           | 5,36                        | 6,11                   | 4,38             | 7,65             | Democracia deficiente |
| 58     | Namibia                  | 6,52       | 7,00                           | 5,36                        | 6,67                   | 5,63             | 7,94             | Democracia deficiente |
| 59     | Croacia                  | 6,50       | 9,17                           | 6,07                        | 6,11                   | 4,38             | 6,76             | Democracia deficiente |
| 60     | Sri Lanka                | 6,47       | 7,00                           | 5,71                        | 7,22                   | 6,25             | 6,18             | Democracia deficiente |
| 61=    | Montenegro               | 6,45       | 7,42                           | 6,79                        | 7,22                   | 3,75             | 7,06             | Democracia deficiente |
| 61=    | Rumania                  | 6,45       | 9,17                           | 6,43                        | 5,56                   | 3,75             | 7,35             | Democracia deficiente |
| 63     | Ghana                    | 6,43       | 8,33                           | 5,00                        | 6,67                   | 6,25             | 5,88             | Democracia deficiente |
| 64     | Albania                  | 6,41       | 7,00                           | 6,43                        | 5,00                   | 6,25             | 7,35             | Democracia deficiente |
| 65     | República Dominicana     | 6,39       | 9,17                           | 5,36                        | 7,22                   | 3,13             | 7,06             | Democracia deficiente |
| 66     | Mongolia                 | 6,35       | 8,75                           | 5,36                        | 6,11                   | 5,63             | 5,88             | Democracia deficiente |
| 67     | Guyana                   | 6,34       | 6,92                           | 6,07                        | 6,67                   | 5,00             | 7,06             | Democracia deficiente |
| 68     | Serbia                   | 6,33       | 7,83                           | 6,07                        | 6,67                   | 3,75             | 7,35             | Democracia deficiente |
| 69     | Moldavia                 | 6,23       | 7,42                           | 5,36                        | 7,22                   | 4,38             | 6,76             | Democracia deficiente |
| 70     | Singapur                 | 6,22       | 4,83                           | 7,86                        | 4,44                   | 7,50             | 6,47             | Democracia deficiente |
| 71     | Lesoto                   | 6,19       | 9,17                           | 4,14                        | 5,56                   | 5,63             | 6,47             | Democracia deficiente |
| 72     | Macedonia del Norte      | 6,10       | 7,83                           | 6,07                        | 6,11                   | 3,13             | 7,35             | Democracia deficiente |
| 73     | Bangladés                | 5,99       | 7,42                           | 6,07                        | 5,56                   | 5,63             | 5,29             | Régimen híbrido       |
| 74     | Papúa Nueva Guinea       | 5,97       | 6,92                           | 6,07                        | 3,89                   | 5,63             | 7,35             | Régimen híbrido       |
| 75     | Perú                     | 5,92       | 8,75                           | 5,71                        | 5,56                   | 3,13             | 6,47             | Régimen híbrido       |
| 76     | Malaui                   | 5,91       | 7,00                           | 4,29                        | 5,56                   | 6,25             | 6,47             | Régimen híbrido       |
| 77     | Paraguay                 | 5,89       | 8,75                           | 5,36                        | 6,11                   | 1,88             | 7,35             | Régimen híbrido       |
| 78     | Zambia                   | 5,80       | 7,92                           | 3,64                        | 5,00                   | 6,88             | 5,59             | Régimen híbrido       |
| 79     | Senegal                  | 5,72       | 6,58                           | 5,71                        | 4,44                   | 6,25             | 5,59             | Régimen híbrido       |
| 80     | Madagascar               | 5,70       | 7,92                           | 3,57                        | 6,67                   | 5,63             | 4,71             | Régimen híbrido       |
| 81     | Ecuador                  | 5,69       | 8,75                           | 5,00                        | 6,67                   | 1,88             | 6,18             | Régimen híbrido       |
| 82     | Armenia                  | 5,63       | 7,92                           | 5,71                        | 6,11                   | 3,13             | 5,29             | Régimen híbrido       |
| 83     | Fiyi                     | 5,55       | 6,58                           | 5,00                        | 5,56                   | 5,63             | 5,00             | Régimen híbrido       |
| 84     | Bután                    | 5,54       | 8,75                           | 5,93                        | 3,33                   | 5,00             | 4,71             | Régimen híbrido       |
| 85     | Túnez                    | 5,51       | 6,17                           | 4,64                        | 6,11                   | 5,63             | 5,00             | Régimen híbrido       |
| 86     | Liberia                  | 5,43       | 7,42                           | 2,71                        | 6,11                   | 5,63             | 5,29             | Régimen híbrido       |
| 87     | Ucrania                  | 5,42       | 6,50                           | 2,71                        | 7,22                   | 6,25             | 4,41             | Régimen híbrido       |
| 88     | Hong Kong                | 5,28       | 2,75                           | 3,29                        | 5,56                   | 6,88             | 7,94             | Régimen híbrido       |
| 89     | México                   | 5,25       | 6,92                           | 4,64                        | 7,22                   | 1,88             | 5,59             | Régimen híbrido       |
| 90     | Georgia                  | 5,20       | 7,00                           | 3,57                        | 6,11                   | 3,75             | 5,59             | Régimen híbrido       |
| 91     | Honduras                 | 5,15       | 8,75                           | 3,93                        | 5,00                   | 2,50             | 5,59             | Régimen híbrido       |
| 92     | Tanzania                 | 5,10       | 4,83                           | 5,00                        | 5,00                   | 6,25             | 4,41             | Régimen híbrido       |
| 93     | El Salvador              | 5,06       | 8,33                           | 3,57                        | 5,56                   | 3,13             | 4,71             | Régimen híbrido       |
| 94     | Kenia                    | 5,05       | 3,50                           | 5,36                        | 6,67                   | 5,63             | 4,12             | Régimen híbrido       |
| 95     | Marruecos                | 5,04       | 5,25                           | 4,64                        | 5,56                   | 5,63             | 4,12             | Régimen híbrido       |
| 96     | Sierra Leona             | 5,03       | 6,58                           | 2,86                        | 4,44                   | 6,25             | 5,00             | Régimen híbrido       |
| 97     | Bosnia y Herzegovina     | 5,00       | 7,00                           | 4,00                        | 5,00                   | 3,13             | 5,88             | Régimen híbrido       |
| 98     | Guatemala                | 4,68       | 6,92                           | 3,93                        | 3,89                   | 2,50             | 6,18             | Régimen híbrido       |
| 99     | Uganda                   | 4,55       | 3,42                           | 3,57                        | 3,89                   | 6,88             | 5,00             | Régimen híbrido       |
| 100    | Bolivia                  | 4,51       | 4,75                           | 4,29                        | 6,67                   | 1,25             | 5,59             | Régimen híbrido       |
| 101    | Nepal                    | 4,49       | 4,83                           | 5,36                        | 4,44                   | 2,50             | 5,29             | Régimen híbrido       |
| 102    | Gambia                   | 4,47       | 4,42                           | 4,29                        | 3,89                   | 5,63             | 4,12             | Régimen híbrido       |
| 103    | Turquía                  | 4,35       | 3,50                           | 5,00                        | 5,56                   | 5,63             | 2,06             | Régimen híbrido       |
| 104    | Benín                    | 4,28       | 1,67                           | 5,71                        | 3,33                   | 6,25             | 4,41             | Régimen híbrido       |
| 105    | Nigeria                  | 4,23       | 5,17                           | 3,93                        | 3,89                   | 3,75             | 4,41             | Régimen híbrido       |
| 106    | Costa de Marfil          | 4,22       | 4,33                           | 2,86                        | 4,44                   | 5,63             | 3,82             | Régimen híbrido       |
| 107    | Pakistán                 | 4,13       | 5,67                           | 5,00                        | 2,78                   | 2,50             | 4,71             | Régimen híbrido       |
| 108    | Mauritania               | 4,03       | 3,50                           | 3,57                        | 5,56                   | 3,13             | 4,41             | Régimen híbrido       |
| 109    | Angola                   | 3.96       | 4.50                           | 3.21                        | 4.44                   | 5.00             | 2.65             | Régimen autoritario   |
| 110    | Palestina                | 3,86       | 2,92                           | 0,14                        | 8,33                   | 4,38             | 3,53             | Régimen autoritario   |
| 111    | Kuwait                   | 3,83       | 3,17                           | 3,93                        | 4,44                   | 4,38             | 3,24             | Régimen autoritario   |
| 112    | Níger                    | 3.73       | 2.92                           | 1.50                        | 3.89                   | 5.63             | 4.71             | Régimen autoritario   |
| 113    | Argelia                  | 3,66       | 3,08                           | 2,50                        | 3,89                   | 5,00             | 3,82             | Régimen autoritario   |
| 114    | Catar                    | 3,65       | 1,50                           | 4,29                        | 3,33                   | 5,63             | 3,53             | Régimen autoritario   |
| 115    | Líbano                   | 3,64       | 3,50                           | 0,79                        | 6,67                   | 3,13             | 4,12             | Régimen autoritario   |
| 116    | Kirguistán               | 3,62       | 4,33                           | 1,50                        | 4,44                   | 3,13             | 4,71             | Régimen autoritario   |
| 117    | Mozambique               | 3.51       | 2.58                           | 1.43                        | 5.00                   | 5.00             | 3.53             | Régimen autoritario   |
| 118    | Gabón                    | 3.40       | 2.17                           | 1.86                        | 4.44                   | 5.00             | 3.53             | Régimen autoritario   |
| 119    | Mali                     | 3.23       | 1.17                           | 0.00                        | 5.56                   | 5.63             | 3.82             | Régimen autoritario   |
| 120    | Comoras                  | 3.20       | 2.08                           | 2.21                        | 4.44                   | 3.75             | 3.53             | Régimen autoritario   |
| 121    | Camboya                  | 3.18       | 0.00                           | 3.21                        | 5.00                   | 5.63             | 2.06             | Régimen autoritario   |
| 122=   | Etiopía                  | 3.17       | 0.42                           | 2.86                        | 6.11                   | 5.00             | 1.47             | Régimen autoritario   |
| 122=   | Jordania                 | 3.17       | 2.67                           | 3.21                        | 3.89                   | 3.13             | 2.94             | Régimen autoritario   |
| 124    | Irak                     | 3.13       | 5.25                           | 0.00                        | 6.11                   | 3.13             | 1.18             | Régimen autoritario   |
| 125    | Omán                     | 3.12       | 0.08                           | 3.93                        | 2.78                   | 5.00             | 3.82             | Régimen autoritario   |
| 126    | Ruanda                   | 3.10       | 1.42                           | 4.29                        | 2.78                   | 4.38             | 2.65             | Régimen autoritario   |
| 127=   | Burkina Faso             | 3,08       | 0,00                           | 2,50                        | 5,00                   | 4,38             | 3,53             | Régimen autoritario   |
| 127=   | Kazajistán               | 3.08       | 0.50                           | 3.21                        | 5.00                   | 3.75             | 2.94             | Régimen autoritario   |
| 129    | Suazilandia              | 3.01       | 0.92                           | 2.50                        | 2.78                   | 5.63             | 3.24             | Régimen autoritario   |
| 130    | Togo                     | 2.99       | 0.92                           | 2.14                        | 3.33                   | 5.63             | 2.94             | Régimen autoritario   |
| 131    | Egipto                   | 2.93       | 1.33                           | 3.21                        | 3.33                   | 5.00             | 1.76             | Régimen autoritario   |
| 132    | Zimbabue                 | 2.92       | 0.00                           | 2.50                        | 3.89                   | 5.00             | 3.24             | Régimen autoritario   |
| 133    | EAU                      | 2.90       | 0.00                           | 4.29                        | 2.22                   | 5.63             | 2.35             | Régimen autoritario   |
| 134    | Azerbaiyán               | 2.87       | 0.50                           | 2.86                        | 3.33                   | 5.00             | 2.65             | Régimen autoritario   |
| 135    | Haití                    | 2.81       | 0.00                           | 0.00                        | 2.78                   | 6.25             | 5.00             | Régimen autoritario   |
| 136    | República del Congo      | 2.79       | 0.00                           | 2.50                        | 4.44                   | 3.75             | 3.24             | Régimen autoritario   |
| 137    | Yibuti                   | 2.74       | 0.00                           | 1.29                        | 4.44                   | 5.63             | 2.35             | Régimen autoritario   |
| 138    | Vietnam                  | 2.73       | 0.00                           | 3.93                        | 3.33                   | 3.75             | 2.65             | Régimen autoritario   |
| 139    | Cuba                     | 2.65       | 0.00                           | 3.21                        | 3.33                   | 3.75             | 2.94             | Régimen autoritario   |
| 140=   | Camerún                  | 2.56       | 0.33                           | 2.14                        | 3.89                   | 4.38             | 2.06             | Régimen autoritario   |
| 140=   | Guinea-Bisáu             | 2.56       | 4.00                           | 0.00                        | 3.33                   | 3.13             | 2.35             | Régimen autoritario   |
| 142    | Baréin                   | 2.52       | 0.42                           | 2.71                        | 3.33                   | 4.38             | 1.76             | Régimen autoritario   |
| 143    | Nicaragua                | 2.50       | 0.00                           | 2.14                        | 3.33                   | 4.38             | 2.65             | Régimen autoritario   |
| 144    | Sudán                    | 2.47       | 0.00                           | 1.43                        | 4.44                   | 5.00             | 1.47             | Régimen autoritario   |
| 145    | Guinea                   | 2.32       | 0.83                           | 0.43                        | 3.33                   | 4.38             | 2.65             | Régimen autoritario   |
| 146    | Rusia                    | 2.28       | 0.92                           | 2.14                        | 2.22                   | 3.75             | 2.35             | Régimen autoritario   |
| 147    | Venezuela                | 2.23       | 0.00                           | 1.07                        | 5.56                   | 1.88             | 2.65             | Régimen autoritario   |
| 148    | Burundi                  | 2,13       | 0,00                           | 0,00                        | 3,89                   | 5,00             | 1,76             | Régimen autoritario   |
| 149    | Uzbekistán               | 2,12       | 0,08                           | 1,86                        | 2,78                   | 5,00             | 0,08             | Régimen autoritario   |
| 150    | Arabia Saudita           | 2,08       | 0,00                           | 3,57                        | 2,22                   | 3,13             | 1,47             | Régimen autoritario   |
| 151    | Libia                    | 2,06       | 0,00                           | 0,00                        | 3,89                   | 3,75             | 2,65             | Régimen autoritario   |
| 152    | Eritrea                  | 2.03       | 0.00                           | 2.14                        | 0.56                   | 6.88             | 0.59             | Régimen autoritario   |
| 153    | Bielorrusia              | 1.99       | 0.00                           | 0.79                        | 3.33                   | 4.38             | 1.47             | Régimen autoritario   |
| 154    | Irán                     | 1,96       | 0,00                           | 2,50                        | 3,33                   | 2,50             | 1,47             | Régimen autoritario   |
| 155    | Yemen                    | 1,95       | 0,00                           | 0,00                        | 3,89                   | 5,00             | 0,88             | Régimen autoritario   |
| 156=   | China                    | 1.94       | 0.00                           | 3.21                        | 2.78                   | 3.13             | 0.59             | Régimen autoritario   |
| 156=   | Tayikistán               | 1,94       | 0,00                           | 2,21                        | 2,22                   | 4,38             | 0,88             | Régimen autoritario   |
| 158    | Guinea Ecuatorial        | 1,92       | 0,00                           | 0,43                        | 3,33                   | 4,38             | 1,47             | Régimen autoritario   |
| 159    | Laos                     | 1,77       | 0,00                           | 2,86                        | 1,67                   | 3,75             | 0,59             | Régimen autoritario   |
| 160    | Chad                     | 1,67       | 0,00                           | 0,00                        | 2,22                   | 3,75             | 2,35             | Régimen autoritario   |
| 161    | Turkmenistán             | 1,66       | 0,00                           | 0,79                        | 2,22                   | 5,00             | 0,29             | Régimen autoritario   |
| 162    | Rd del Congo             | 1,48       | 1,17                           | 0,00                        | 2,22                   | 3,13             | 0,88             | Régimen autoritario   |
| 163    | Siria                    | 1,43       | 0,00                           | 0,00                        | 2,78                   | 4,38             | 0,00             | Régimen autoritario   |
| 164    | República Centroafricana | 1,35       | 0,83                           | 0,00                        | 1,67                   | 1,88             | 2,35             | Régimen autoritario   |
| 165    | Corea del Norte          | 1,08       | 0,00                           | 2,50                        | 1,67                   | 1,25             | 0,00             | Régimen autoritario   |
| 166    | Myanmar                  | 0,74       | 0,00                           | 0,00                        | 0,56                   | 3,13             | 0,00             | Régimen autoritario   |
| 167    | Afganistán               | 0,32       | 0,00                           | 0,07                        | 0,00                   | 1,25             | 0,29             | Régimen autoritario   |

## Críticas
El Índice de Democracia ha sido criticado por su falta de transparencia y representatividad más allá de las cifras. Para generar el índice, The Economist Intelligence Unit cuenta con un sistema de puntuación en el que se pide a varios expertos que respondan 60 preguntas y asignen un número a cada respuesta, siendo la media ponderada la que decide la clasificación, dejando este índice como una percepción subjetiva y no como una calificación de la transparencia institucional o herramientas de participación ciudadana. Además, el informe final no indica qué tipo de expertos, ni su número, ni si los expertos son empleados de The Economist Intelligence Unit o académicos independientes, ni las nacionalidades de los expertos.